# Solanum immite
Espèce
Solanum immite est une espèce de plante herbacée et tubéreuse de la famille des Solanaceae originaire du Pérou. C'est une espèce de pomme de terre sauvage, diploïde (2n = 2x=24), intéressante comme ressource génétique pour l'amélioration de la pomme de terre cultivée par ses caractères de résistance à la sécheresse, au froid et à divers agresseurs biotiques (champignons, virus...).

## Description
Solanum immite est une plante herbacée, à port dressé de 30 à 40 cm de haut, glabre sauf quelques poils sur les nervures de la face inférieure des feuilles, aux feuilles composées imparipennées, aux folioles principales, étroites, lancéolées à la pointe acuminée. Les fleurs se caractérisent par leur corolle blanche de forme arrondie, d'environ 3 cm de diamètre. Les tubercules, banc crème, globuleux, sont petits (de 1 à 2 cm de long) et se forment à l'extrémité de stolons fins et allongés.

## Distribution et habitat
Solanum immite se rencontre dans les régions d'Ancash, la Libertad et Lima, régions littorales du centre-ouest du Pérou, entre 80 et 2500 mètres d'altitude. On la trouve dans une formation végétale typique de ces régions à faible pluviométrie, appelée la loma, où elle pousse en saison d'hiver en compagnie d'autres solanées tubéreuses, dont Solanum chancayense, Solanum medians, Solanum mochiquense, Solanum neoweberbaueri, Solanum wittmackii. Elle s'accommode de divers types de sols, sableux, ou composés de mélanges de sable, de graviers et d'argile.